# 波蘭國徽
波蘭國徽（Godło Polski）以紅色的盾為基底，上有一隻白鷹，頭戴金冠，目視右方，金喙金爪。
傳說中波蘭的建立者莱赫、切赫和罗斯就是在一處白鷹築巢的地方定居下來。目前的圖案始於1927年，波兰人民共和国時期鷹頭上的金冠被除去。目前的國徽由1997年憲法第28條第一款所保護。

## 历代国徽

### 君主国时代

波兰王国（1385–1569、1295–1569）
波兰立陶宛联邦（1569–1795）
华沙大公国（1807–1815）
波兰王国（1815-1832）
俄属波兰（1830–1831）
俄属波兰 （1863）
波兰摄政王国（1916–1918）

### 共和国时代

波兰第二共和国（1919–1927）
波兰第二共和国（1927-1939）
波兰流亡政府（1939–1990）
波兰人民共和国（1955–1989）
波兰共和国（1990至今）